# Adept Technology

Adept Technology GmbH

Adept Technology GmbH (auch kurz adept) ist ein ehemals börsennotierter US-amerikanischer Hersteller von Automatisierungstechnik aus Pleasanton, im US-Bundesstaat Kalifornien. Schwerpunkte sind industrielle Automationstechnik und Robotik sowie dazugehörige Steuerungssoftware und Maschinelles Sehen.
Adept wurde 1983 als Abteilung des Robotikherstellers Unimation gegründet und ist heute der größte US-amerikanische Robotikhersteller und weltweit größter Hersteller von SCARA-Robotern. Adept hat mehrere Zweitsitze in den Vereinigten Staaten sowie in Dortmund, Paris und Singapur. Im Jahr 2015 wurde Adept von Omron übernommen.